# Михайловка (Большеберезниковский район)
 Михайловка — опустевшая деревня в Большеберезниковском районе Мордовии в составе Пермисского сельского поселения.

## География
Находится на расстоянии примерно 22 километра по прямой на запад-юго-запад от районного центра села Большие Березники.

## История
Известна с 1869 года как владельческая деревня из 37 дворов. Названия варьировались: Нерлей (по местной речке), Новый Выселок, Михайловка (по имени владельца в XIX веке Михаила Голицына).

## Население
| 2002 | 2010 |
| ---- | ---- |
| 6    | ↘3   |

Постоянное население составляло 6 человек (русские 100 %) в 2002 году, 3 в 2010 году.